# Uele
Lo Uele è un fiume dell'Africa centrale (Repubblica Democratica del Congo), ramo sorgentizio di sinistra dell'Ubangi (bacino idrografico del Congo). Fu scoperto nel 1870 dal botanico e paleontologo tedesco Georg Schweinfurth.
Nasce nell'estremo nordest del territorio congolese, dalla confluenza dei due rami sorgentizi Dungu e Kibali, entrambi provenienti dai rilievi che chiudono ad ovest la fossa del lago Alberto. Scorre poi con direzione mediamente occidentale per circa 1.200 chilometri, confluendo poi con il fiume Mbomou e dando così origine all'Ubangi.
Lo Uele è il maggiore dei due rami sorgentizi del fiume Ubangi; il sistema fluviale che ne risulta ha una lunghezza complessiva di 2.270 km.

## Affluenti
- alla sinistra orografica:
  - Bomokandi
  - Kibali (presso Dungu)
- alla destra orografica:
  - Dungu
  - Uere

## Città attraversate
Nel suo corso il fiume Uele attraversa numerose città e villaggi; ecco le più importanti:
- Bondo
- Niangara
- Bima
- Bwere
- Gada
- Dungu